# Craig McCartney
Craig McCartney (* 30. Oktober 1975 in Sydney, New South Wales) ist ein ehemaliger australischer Straßenradrennfahrer.
Craig McCartney begann seine Karriere 2007 bei dem australischen Continental Team Savings & Loans. Zu Beginn der Saison wurde er bei der Tour of Wellington Gesamtzweiter und belegte dadurch in der UCI Oceania Tour den 20. Platz in der Endwertung. Außerdem gewann er 2007 eine Etappe bei der Canberra Tour. 2009 fuhr McCartney für das Team Budget Forklifts, mit dem er bei der Tour of Wellington und bei der Tour de Singkarak das Mannschaftszeitfahren gewann.

## Erfolge
2009
- eine Etappe Tour of Wellington (Mannschaftszeitfahren)
- eine Etappe Tour de Singkarak (Mannschaftszeitfahren)

## Teams
- 2007 Savings & Loans
- 2008 Savings & Loans
- 2009 Team Budget Forklifts